# Tonina
Tonina là một chi thực vật có hoa trong họ Eriocaulaceae.